# Horka u Staré Paky (stacja kolejowa)
Horka u Staré Paky – stacja kolejowa w miejscowości Horka u Staré Paky, w kraju libereckim, w Czechach. Znajduje się na wysokości 495 m n.p.m.
Jest zarządzana przez Správę železnic. Na stacji nie ma możliwości zakupu biletów, a obsługa podróżnych odbywa się w pociągu.

## Linie kolejowe
- 030 Jaroměř - Liberec